# Cantó de Ruffieux
El cantó de Ruffieux és un cantó francès del departament de la Savoia, situat al districte de Chambéry. Té 8 municipis i el cap és Ruffieux.

## Municipis
- Chanaz
- Chindrieux
- Conjux
- Motz
- Ruffieux
- Saint-Pierre-de-Curtille
- Serrières-en-Chautagne
- Vions

## Història
| Data d'elecció                           | Identitat          | Partit                 | Qualitat                      |
| ---------------------------------------- | ------------------ | ---------------------- | ----------------------------- |
| ?-1953                                   | François Pressevot | Rad.                   |                               |
| 1953-1976                                | Pierre Pignin      | SFIO després Centrista |                               |
| 1976-1988                                | Francis Rudkiewicz | PS                     | Alcalde de Motz               |
| 1988-2008                                | Guy Dyen           | DVD                    | Alcalde de Chindrieux         |
| 2008-en curs                             | Yves Husson        | DVG                    | Alcalde de Chanaz des de 1977 |
| les dades anteriors no són pas conegudes |                    |                        |                               |
|                                          |                    |                        |                               |

## Demografia
| 1882                                            | 1926 | 1962 | 1968 | 1975 | 1982  | 1990  | 1999  | 2008  |
| ?                                               | ?    | ?    | ?    | ?    | 3.157 | 3.719 | 4.182 | 4.922 |
| ----------------------------------------------- | ---- | ---- | ---- | ---- | ----- | ----- | ----- | ----- |
| A partir de 1990: Població sense dobles comptes |      |      |      |      |       |       |       |       |